# Ann-Marie Crus
Ann-Marie Crus, född Färm 27 juli 1925 i Växjö landsförsamling,, död 27 november 2024, var en svensk konstnär.
Crus studerade vid Karin Hartvigs målarskola och Sankt Sigfrids folkhögskola i Växjö samt vid Adine Ozolins målarskola. Hennes konst består av stilleben. I Virserum var hon tillsammans med konstföreningen verksam i ett projekt att lära små barn måla. Crus är representerad i ett flertal kommuner och landsting.